# الأعظمية (عين العرب)
الأعظمية قرية سوريّة تتبع إداريّاً لمحافظة حلب منطقة عين العرب ناحية الجلبية، بلغ تعداد سكانها 404 نسمة حسب التعداد السكاني لعام 2004.